# Service des sociétés secrètes
Pour les articles homonymes, voir SSS.
Le service des sociétés secrètes (SSS) est un organisme de l'État français ayant existé de 1941 à 1944 et chargé de ficher les francs-maçons.